# Surrey South Eastern Combination
Surrey South Eastern Combination là một giải bóng đá Anh và là một trong ba giải đấu  nằm ở hạt Surrey (các giải còn lại là Surrey Elite Intermediate League và Surrey County Intermediate League (Western)). Giải đấu thành lập năm 1991, bao gồm các câu lạc bộ ở Đông Surrey và một số vùng ở Greater London.
Hạng đấu cao nhất của giải nằm ở Cấp độ 12 trong Hệ thống các giải bóng đá ở Anh, góp đội cho Surrey Elite Intermediate League. Các đội bóng có thể lên thi đấu ở giải này từ các giải Redhill & District League, Kingston & District League và Wimbledon & District League.
Hiện tại giải có 6 hạng đấu – Intermediate Division One, Intermediate Division Two và bốn Junior Division.

## Các câu lạc bộ mùa giải 2015–16

### Intermediate Division One
Chessington Kings Centre | Coney Hall | Hanworth Sports | Old Boys Clapham | Old Plymouthians | Old Rutlishians | Pearscroft United | St. Andrews | Trinity | Westminster Casuals | Westside

### Intermediate Division Two
Acts | Ashtead | AC Malden | Crescent Rovers | Fulham Deaf | Godstone | Oxted & District | Real Holmesdale | Shaftesbury Town | Wandgas Sport | West Ewell Athletic

### Junior Division One
AFC Ewell | Cheam Village Warriors Dự bị | Chessington Kings Centre Dự bị | Crescent Rovers Dự bị | London Saints | National Physical Laboratories Dự bị | Old Boys Clapham Dự bị | Old Rutlishians Dự bị | Raynes Park Vale 'A' | Wanderers | Worcester Park 'A'

### Junior Division Two
Battersea Ironsides 'A' | Cheam Village Warriors 'A' | Epsom Athletic Dự bị | Norbiton Dragons | Raynes Park Vale 'B' | Sutton High | Tolworth United | Trinity Dự bị | Walworth Knights | Wilf Kroucher | Westside Dự bị

### Junior Division Three
AFC Ewell Dự bị | Conquerors | Diaspora Sports | Melwood | Old Plymouthians Dự bị | Rollers Athletic | Sporting 50 | Supercala | Tooting Bec 'A' | Wanderers Dự bị

### Junior Division Four
Alliance Athletic | Battlebridge | Beckenham | Old Plymouthians 'A' | Old Rutlishians 'A' | Oxted & District Dự bị | Real Holmesdale Dự bị | Shaftesbury Town 'A' | Wanderers 'A' | Westside 'A'

## Các đội vô địch
| Mùa giải | Intermediate Division One | Intermediate Division Two | Intermediate Division Three | Junior Division One         | Junior Division Two           | Junior Division Three         | Junior Division Four   |
| -------- | ------------------------- | ------------------------- | --------------------------- | --------------------------- | ----------------------------- | ----------------------------- | ---------------------- |
| 1991–92  | Raynes Park               | Coney Hall                | Sutton Athletic             | Battersea Park Rovers Dự bị | Caius Dự bị                   | NPL Dự bị                     | Worcester Park 'A'     |
| 1992–93  | Holmesdale                | Bradbank Sports           | Hook Venturers              | Coney Hall Dự bị            | Cobham 'A'                    | Chessington & Hook United 'A' | Raynes Park 'A'        |
| 1993–94  | Coney Hall                | AFC Wandgas               | Chessington White Hart      | Worcester Park Dự bị        | Chessington & Hook United 'A' | Raynes Park 'A'               | AFC Wandgas Dự bị      |
| 1994–95  | Bookham                   | Chessington White Hart    | Warbank Sports              | Battersea Ironsides Dự bị   | Accra 94                      | Merton Town Dự bị             | Oxted & District Dự bị |

| Mùa giải | Intermediate Division One | Intermediate Division Two | Intermediate Division Three | Junior Division One  | Junior Division Two  | Junior Division Three       | Junior Division Four | Junior Division Five |
| -------- | ------------------------- | ------------------------- | --------------------------- | -------------------- | -------------------- | --------------------------- | -------------------- | -------------------- |
| 1995–96  | Racal Decca               | Warlingham                | Thornton Heath Rovers       | Ancora               | Raynes Park Vale 'A' | Chipstead 'B'               | Watney Sports 'A'    | Crescent Rovers 'A'  |
| 1996–97  | Chessington White Hart    | Chipstead 'A'             | Ancora                      | Raynes Park Vale 'A' | Fetcham              | Thornton Heath Rovers Dự bị | St. Andrews Dự bị    | Raynes Park Vale 'C' |

| Mùa giải | Intermediate Division One | Intermediate Division Two | Intermediate Division Three | Junior Division One   | Junior Division Two | Junior Division Three | Junior Division Four |
| -------- | ------------------------- | ------------------------- | --------------------------- | --------------------- | ------------------- | --------------------- | -------------------- |
| 1997–98  | Crescent Rovers           | Godstone                  | Accra 94                    | Crescent Rovers Dự bị | Rhodrons            | Croydon Ductworks     | Wandgas Sports       |

| Mùa giải  | Intermediate Division One | Intermediate Division Two | Intermediate Division Three | Junior Division One  | Junior Division Two   | Junior Division Three | Junior Division Four | Junior Division Five        |
| --------- | ------------------------- | ------------------------- | --------------------------- | -------------------- | --------------------- | --------------------- | -------------------- | --------------------------- |
| 1998–99   | Worcester Park            | SEELEC Delta              | Old Rutlishians             | Worcester Park Dự bị | Horton                | Warlingham Dự bị      | AFC Ewell Dự bị      | Halliford Dự bị             |
| 1999–2000 | Addington                 | Sutton High               | Bletchingley                | Racine               | Charlwood Dự bị       | Old Rutlishians Dự bị | Reigate Town         | Reigate Priory              |
| 2000–01   | SEELEC Delta              | Merton Town               | Surbiton Griffins           | St. Andrews          | Old Rutlishians Dự bị | Chipstead 'A'         | St. Andrews Dự bị    | Thornton Heath Rovers Dự bị |

| Mùa giải | Intermediate Division One | Intermediate Division Two  | Intermediate Division Three | Junior Division One | Junior Division Two     | Junior Division Three    | Junior Division Four       |
| -------- | ------------------------- | -------------------------- | --------------------------- | ------------------- | ----------------------- | ------------------------ | -------------------------- |
| 2001–02  | Accra 94                  | Greenside                  | St. Andrews                 | Nuwood              | Crescent Rovers 'A'     | Colliers Wood United 'A' | Cheam Village Warriors 'A' |
| 2002–03  | Warlingham                | St. Andrews                | Nuwood                      | Battersea           | NPL Dự bị               | Continental Stars Dự bị  | Sporting Wandgas           |
| 2003–04  | St. Andrews               | Guildford Railway Old Boys | NPL                         | Sporting Wandgas    | Continental Stars Dự bị | Ditton Dự bị             | Addington Victors          |

| Mùa giải | Intermediate Division One | Intermediate Division Two | Junior Division One       | Junior Division Two | Junior Division Three | Junior Division Four |
| -------- | ------------------------- | ------------------------- | ------------------------- | ------------------- | --------------------- | -------------------- |
| 2004–05  | Battersea Ironsides       | Sporting Kitz             | Battersea Ironsides Dự bị | Poynders Park       | Worcester Park 'A'    | Sporting Kitz Dự bị  |
| 2005–06  | Battersea Ironsides       | Walton Athletic           | Refectory Sports          | Trinity             | Weston Green Sports   | Inter Class 'A'      |
| 2006–07  | Battersea Ironsides       | Epsom Eagles              | FC Triangle               | Inter Class         | Supercala             | Trinity Dự bị        |

| Mùa giải | Intermediate Division One | Intermediate Division Two | Junior Division One | Junior Division Two | Junior Division Three | Junior Division Four     | Junior Division Five |
| -------- | ------------------------- | ------------------------- | ------------------- | ------------------- | --------------------- | ------------------------ | -------------------- |
| 2007–08  | Battersea Ironsides       | Puretown                  | Sutton High         | Weston Green Sports | Trinity               | Woodmansterne Hyde Dự bị | Shaftesbury Town     |

| Mùa giải | Intermediate Division One | Intermediate Division Two | Junior Division One    | Junior Division Two | Junior Division Three | Junior Division Four        |
| -------- | ------------------------- | ------------------------- | ---------------------- | ------------------- | --------------------- | --------------------------- |
| 2008–09  | Oxted & District          | FC Triangle               | Weston Green Sports    | Supercala           | Crescent Rovers 'B'   | Tadworth Dự bị              |
| 2009–10  | Tooting Bec               | RH123 Athletic            | Tolworth Athletic      | Tadworth            | Pilgrims Well         | Surbiton Town               |
| 2010–11  | AFC Cubo                  | Real Holmesdale           | Project Clapham        | Old Boys Clapham    | Shirley Town          | Thornton Heath Rovers Dự bị |
| 2011–12  | Claygate & Ditton         | Project Clapham           | Old Boys Clapham       | Stoneleigh Town     | Epsom Eagles Dự bị    | Weston Green Sport Dự bị    |
| 2012–13  | NPL                       | Old Boys Clapham          | UK Football Finder     | Old Addiscombe      | AFC Ewell             | Norton                      |
| 2013–14  | Balham                    | St. Andrews               | Old Boys Clapham Dự bị | Kerria Knights      | Wanderers             | Supercala                   |
| 2014–15  | Chessington Kings Centre  | Westside                  | Worcester Park 'A'     | AFC Ewell           | Raynes Park Vale 'B'  | Melwood                     |